# وطني الرحيب
وطني الرحيب (بالروسية: Широка страна моя родная) هي أغنية سوفيتية شهيرة. ألفها الملحن الروسي إسحاق دونايفسكي، وكتب كلمات الأغنية فاسيلي ليبيديف-كوماتش.
ظهرت لأول مرة في فيلم «السيرك» السوفيتي في عام 1936.